# Harri Eloranta
Harri Henrik Eloranta (Köyliö, 4 dicembre 1963) è un ex biatleta finlandese.
Pur essendo considerato il miglior biatleta finlandese degli anni ottanta e novanta, nel suo palmarès spicca solo un trofeo di rilievo, la medaglia di bronzo ottenuta a sorpresa ai Giochi olimpici invernali di Albertville 1992 senza essere mai salito su un podio di Coppa del Mondo o dei Campionati mondiali né in precedenza né in seguito.

## Biografia
In Coppa del Mondo ottenne il primo risultato di rilievo il 3 marzo 1985 a Lahti (25°) e il miglior piazzamento l'11 marzo 1989 a Östersund (5°).
In carriera prese parte a quattro edizioni dei Giochi olimpici invernali, Calgary 1988 (25° nella sprint, 50° nell'individuale), Albertville 1992 (3° nella sprint, 5° nell'individuale, 8° nella staffetta), Lillehammer 1994 (15° nella sprint, 30° nell'individuale, 5° nella staffetta) e Nagano 1998 (20° nella sprint, 8° nella staffetta) e a dieci dei Campionati mondiali (5° nella gara a squadre a Pokljuka/Hochfilzen 1998 il miglior risultato).

## Palmarès

### Olimpiadi
- 1 medaglia:
  - 1 bronzo (sprint[3] ad Albertville 1992)

### Mondiali juniores
- 2 medaglie[1]:
  - 1 oro (individuale nel 1981)
  - 1 bronzo (sprint nel 1981)

### Coppa del Mondo
- Miglior piazzamento in classifica generale: 23º nel 1989